# Szent Miklós-fatemplom (Körösszáldobágy)
A Szent Miklós-fatemplom műemlékké nyilvánított épület Romániában, Bihar megyében. A romániai műemlékek jegyzékében a  BH-II-m-B-01202 sorszámon szerepel.